# Хотинська міська рада

Хоти́нська міська́ ра́да — орган місцевого самоврядування Хотинської міської громади Дністровського району Чернівецької області України. Адміністративний центр — місто Хотин.

## Склад ради
Рада складається з 26 депутатів та голови.
- Голова ради: Дранчук Андрій Дмитрович
- Секретар ради: Якуба Сергій Валентинович
- Перший заступник: Білецький Данило Михайлович

### Керівний склад попередніх скликань
| Прізвище, ім'я, по батькові  | Основні відомості                                                       | Дата обрання | Дата звільнення |
| ---------------------------- | ----------------------------------------------------------------------- | ------------ | --------------- |
| Паламар Микола Дмитрович     | Міський голова, 1942 року народження, безпартійний                      | 26.03.2006   | 31.10.2010      |
| Варгуляк Геннадій Борисович  | Міський голова, 1961 року народження, освіта вища, член Партії регіонів | 31.10.2010   | 24.02.2014      |
| Головльов Микола Олексійович | Міський голова, 1972 року народження, освіта вища                       | 25.05.2014   | 10.12.2021      |
| Дранчук Андрій Дмитрович     | Міський голова, 1982 року народження, освіта вища                       | 10.12.2021   |                 |

Примітка: таблиця складена за даними сайту Верховної Ради України

### Депутати
За результатами місцевих виборів 2020 року депутатами ради стали та закріплені за округами:
| № округу  | Межі округу | П.І.Б. депутата |  |
| 1 730395  | м.Хотин (виборча дільниця ЗОШ №1) вул.Буковинська, вул.Василя Стуса, вул.Воїнів-визволителів, вул.Героїв Крут, вул.Гірська, вул.Гусаковського, вул.Дудніченка: 1–15; вул.Кам’янець-Подільська, вул.Кандиби, вул.Кліща: 1–50; вул.Кобилянської, вул.Корольова, вул.Коцюбинського, вул.Кутузова, вул.Л. Каденюка, вул.Лобачевського, вул.Мардар’єва, вул.Непом’ящого, вул.Олімпійська: 1–41, 43, 45–45А, 49, 51; вул.Перемоги, вул.Першотравнева, вул.Підлубного, вул.Попова, вул.Пушкіна, вул.Рашківського, вул.Рєпіна, вул.Свято-Миколаївська, вул.Семенчука, вул.С.Побережника, вул.Суворова, вул.Толстого, вул.Тургенєва, вул.Федьковича, вул.Челюскіна, вул.Чкалова, вул.Шитікова, пров.Буковинський, пров.Гусаковського, пров.Л. Каденюка, пров.Олімпійський, пров.Підлубного, пров.Рєпіна, пров.Свято-Миколаївський, пров.Толстого, пров.Федьковича, пров.Шитікова, пров.1-й Воїнів-визволителів, пров.1-й Кутузова, пров.1-й Першотравневий, пров.1-й Свято-Миколаївський, пров.1-й Суворова, пров.2-й Воїнів-визволителів, пров.2-й Кутузова, пров.2-й Першотравневий, пров.2-й Підлубного, пров.2-й Свято-Миколаївський, пров.2-й Суворова, пров.2-й Толстого, пров.3-й Воїнів-визволителів, пров.3-й Кутузова, пров.3-й Першотравневий, Урочище Чишма | Юзько Віктор Володимирович Домбровська Христина Сергіївна Татарчук Альона Іванівна Попов Анатолій Михайлович Горбова Олена Анатоліївна              |  |
| 2 730396  | м.Хотин (виборча дільниця Будинку культури) вул.Андрія Борулі, вул.Богдана Хмельницького, вул.Вишнева, вул.Вишневецького, вул.Гагаріна, вул.Дністровська, вул.Дудніченка: 38–63; вул.Жасмінна, вул.Кармелюка, вул.Кліща: 51, 53, 55, 57А, 59–61, 63, 65, 67, 69, 71, 73–77А, 79, 83, 87–148А; вул.Козацької Слави, вул.Лесі Українки, вул.Лисенка, вул.Манченка, вул.Нижньо-Дністровська, вул.Олександра Коваля, вул.Садова, вул.Свято-Покровська: 1–50Б, 52, 64, 70, 72, 76–98; вул.Шевченка: 1, 5, 9–9Б, 13–29А, 31–31А; вул.Юнацька, пров.Богдана Хмельницького, пров.Кліща, пров.Красний, пров.Свято-Покровський, пров.Сєдова, пров.Шевченка, пров.1-й Козацької Слави, пров.1-й Нижньо-Дністровський, пров.2-й Козацької Слави, пров.2-й Нижньо-Дністровський, пров.3-й Козацької Слави | Струк Віталій Володимирович Курочкін Андрій Олександрович Цвентарний Олександр Володимирович Марчишин Ганна Ярославівна                             |  |
| 3 730397  | м.Хотин (виборча дільниця коледж) вул.Васильєва: 1–26, 28; вул.Галкіна, вул.Горького: 1–30; вул.Данила Галицького, вул.Дудніченка: 16–36; вул.Івана Франка, вул.Кишинівська, вул.Кліща: 52, 54–54А, 56, 58, 62, 64, 66, 68, 70, 72, 78, 82, 84; вул.Лук’яна Кобилиці, вул.Незалежності, вул.Олімпійська: 42, 44, 46–48, 50, 52–82; вул.Рильського, вул.Сагайдачного, вул.Салтанчука, вул.Свято-Покровська: 51–51А, 57А, 67–69, 71, 73–75, 104–136; вул.Січових Стрільців, вул.Українська: 1–44; вул.Фіалкова, вул.Фортечна, вул.Хотинського повстання, вул.Чернівецька: 1–40; вул.Чужбинського, вул.Шинкаренка, вул.Шолом-Алейхема, пров.Лук’яна Кобилиці, пров.Сагайдачного, пров.Український, пров.Чужбинського, пров.Шинкаренка, пров.2-й Український, пров.2-й Чужбинського, Кордон Лісництво | Сухаренко Анатолій Валерійович Новіцький Анатолій Анатолійович Юзько Володимир Іванович Боросюк Григорій Володимирович Головльов Микола Олексійович |  |
| 4 730398  | м.Хотин (виборча дільниця ЗОШ №5) вул.Антона Мельника, вул.Васильєва: 27, 29–136; вул.Гоголя, вул.Горького: 31–125А; вул.Грушевського, вул.Запорізька, вул.Київська, вул.Кривнюк-Мокряк, вул.Лермонтова, вул.Михайлова, вул.Пилипа Орлика, вул.Просвіріна, вул.Сонячна, вул.Східна, вул.Українська: 45–118; вул.Чернівецька: 41–117; вул.Шевченка: 2А–4В, 6–8, 10–12, 30, 33–83; пров.Пилипа Орлика, пров.1-й Горького, пров.1-й Запорізький, пров.2-й Горького, пров.2-й Запорізький, Варниця 1 урочище, Варниця 2 урочище, Варниця 3 урочище, Урочище ’Кам’яний Яр’ | Антонюк Вячеслав Анатолійович Брус Олександр Миколайович Медвецький Андрій Іванович Потемковський Дмитро Віталійович                                |  |
| 5 730399  | с.Анадоли | Курочкін Андрій Олександрович Антонюк В’ячеслав Анатолійович Новіцький Анатолій Анатолійович                                                        |  |
| 6 730400  | с.Атаки | Чинчик Сергій Васильович Боросюк Григорій Володимирович                                                                                             |  |
| 7 730401  | с.Білівці | Дубчак Володимир Васильович Бузей Таїсія Сергіївна                                                                                                  |  |
| 8 730405  | с.Ворничани | Дідорук Богдан Петрович Бурденюк Віктор Гаврилович                                                                                                  |  |
| 9 730409  | С.Данківці | Бурденюк Віктор Гаврилович Сухаренко Анатолій Валерійович                                                                                           |  |
| 10 730414 | С.Каплівка | Юзько Віктор Володимирович Юзько Володимир Іванович Антонюк В’ячеслав Анатолійович Боросюк Григорій Володимирович                                   |  |
| 11 730422 | С.Круглик | Допіряк Володимир Васильович Домбровська Христина Сергіївна                                                                                         |  |
| 12 730423 | С.Крутеньки | Бузей Таїсія Сергіївна Домбровська Христина Сергіївна Попов Віталій Семенович                                                                       |  |
| 13 730428 | С.Пашківці | Допіряк Володимир Васильович Дідорук Богдан Петрович                                                                                                |  |
| 14 730441 | С.Ярівка | Попов Віталій Семенович Дубчак Володимир Васильович                                                                                                 |  |